# Loui Eriksson
Loui William Eriksson (Göteborg, 17 luglio 1985) è un hockeista su ghiaccio svedese.

## Palmarès

### Olimpiadi invernali
- 1 medaglia:
  - 1 argento (Sochi 2014)

### Mondiali
- 3 medaglie:
  - 1 oro (Svezia/Finlandia 2013)
  - 1 argento (Slovacchia 2011)
  - 1 bronzo (Svizzera 2009)